# بروس ديفيدسون
بروس ديفيدسون (بالإنجليزية: Bruce Davidson)‏ هو سياسي أسترالي، ولد في 15 مارس 1951 في ليتون في أستراليا. حزبياً، نشط في Queensland Liberal Party ‏. وقد انتخب عضو المجلس التشريعي ولاية كوينزلاند.